# Susanna Kallur
Susanna Elisabeth Kallur (Huntington, 16 febbraio 1981) è un'ex ostacolista svedese, campionessa europea dei 100 metri ostacoli a Göteborg 2006.
Detiene il record mondiale dei 60 metri ostacoli con il tempo di 7"68, stabilito a Karlsruhe nel 2008.

## Biografia
Ha una sorella gemella, Jenny Kallur, che è nata 4 minuti dopo di lei. Suo padre, Anders Kallur, fu un giocatore di hockey su ghiaccio e tra il 1980 ed il 1983 vinse con il team dei New York Islanders quattro Stanley Cup. Susanna vive a Falun, città della Svezia e capoluogo della Dalarna. È allenata da Agne Bergvall e Karin Torneklint presso la società della Falu IK. È alta 1,70 m e pesa 61 kg. In Svezia è comunemente chiamata Sanna.
Essendo nata negli USA, ha ottenuto la doppia cittadinanza. Ha studiato e gareggiato in passato per l'Università dell'Illinois. Nel gennaio 2007 ha vinto, a sorpresa, il Jerring Award, votata dal suo popolo come miglior sportivo svedese dell'anno, battendo la nazionale svedese di hockey su ghiaccio maschile, vincitrice dell'oro olimpico di Torino 2006 e dei Campionati del mondo. Ai Giochi olimpici di Pechino 2008, durante la seconda semifinale dei 100 hs, Susanna cade al primo ostacolo non riuscendo così ad accedere alla finale.

## Record nazionali

### Seniores
- Staffetta 4×100 metri: 43"61 ( Göteborg, 27 agosto 2005) (Emma Rienas, Carolina Klüft, Jenny Kallur, Susanna Kallur)
- 50 metri ostacoli indoor: 6"67 ( Stoccolma, 21 febbraio 2008)
- 60 metri ostacoli indoor: 7"68 ( Karlsruhe, 10 febbraio 2008)

## Palmarès
| Anno | Manifestazione    | Sede           | Evento     | Risultato  | Prestazione | Note                          |
| ---- | ----------------- | -------------- | ---------- | ---------- | ----------- | ----------------------------- |
| 1998 | Mondiali juniores | Annecy         | 100 m hs   | Bronzo     | 13"77       |                               |
| 2000 | Europei indoor    | Gand           | 60 m hs    | 6ª         | 8"19        |                               |
| 2000 | Mondiali juniores | Santiago       | 100 m hs   | Oro        | 13"02       |                               |
| 2000 | Mondiali juniores | Santiago       | 4 × 100 m  | Bronzo     | 44"78       |                               |
| 2001 | Mondiali          | Edmonton       | 100 m hs   | Semifinale | 12"85       |                               |
| 2002 | Europei           | Monaco         | 100 m hs   | 7ª         | 13"09       |                               |
| 2003 | Mondiali indoor   | Birmingham     | 60 m hs    | 7ª         | 7"97        |                               |
| 2003 | Europei under 23  | Bydgoszcz      | 100 m hs   | Oro        | 12"88       |                               |
| 2003 | Mondiali          | Parigi         | 100 m hs   | Semifinale | 12"94       |                               |
| 2004 | Mondiali indoor   | Budapest       | 60 m hs    | 5ª         | 7"89        |                               |
| 2004 | Giochi olimpici   | Atene          | 100 m hs   | Semifinale | 12"67       |                               |
| 2005 | Europei indoor    | Madrid         | 60 m hs    | Oro        | 7"80        |                               |
| 2005 | Mondiali          | Helsinki       | 100 m hs   | Semifinale | 13"05       |                               |
| 2006 | Mondiali indoor   | Mosca          | 60 m hs    | Bronzo     | 7"87        |                               |
| 2006 | Europei           | Göteborg       | 100 m hs   | Oro        | 12"59       |                               |
| 2006 | Europei           | Göteborg       | 4 × 100 m  | 5ª         | 44"16       |                               |
| 2007 | Europei indoor    | Birmingham     | 60 m piani | 7ª         | 7"29        |                               |
| 2007 | Europei indoor    | Birmingham     | 60 m hs    | Oro        | 7"87        |                               |
| 2007 | Mondiali          | Osaka          | 100 m hs   | 4ª         | 12"51       | Miglior prestazione personale |
| 2008 | Mondiali indoor   | Valencia       | 60 m hs    | Semifinale | dns         |                               |
| 2008 | Giochi olimpici   | Pechino        | 100 m hs   | Semifinale | dnf         |                               |
| 2016 | Europei           | Amsterdam      | 100 m hs   | Semifinale | 12"96       |                               |
| 2016 | Giochi olimpici   | Rio de Janeiro | 100 m hs   | Batteria   | 13"04       |                               |
| 2017 | Europei indoor    | Belgrado       | 60 m hs    | 8ª         | 8"14        |                               |

## Altre competizioni internazionali
2005
- 4ª alla World Athletics Final ( Monaco), 100 m hs - 12"74

2006
- Oro in Coppa Europa ( Malaga), 100 m hs - 12"69
- 4ª alla World Athletics Final ( Stoccarda), 100 m hs - 12"59
- Argento in Coppa del mondo ( Atene), 100 m hs - 12"77